# Ciudad Deportiva del Príncipe Abdalá bin Jalawi
El Ciudad Deportiva del Príncipe Abdalá bin Jalawi es un estadio multiusos ubicado en la ciudad de Al Hasa, en Arabia Saudita. Lleva el nombre en honor al príncipe saudí Muhammad bin Abdullah bin Jalawi Al Saud. El estadio es utilizado principalmente para la práctica del fútbol por el club Al Fateh de la Liga Saudí, aunque también cuenta con instalaciones para la práctica de atletismo.